# Charles Colson
Charles Wendell "Chuck" Colson, född 16 oktober 1931 i Boston, Massachusetts, död 21 april 2012 i Falls Church, Virginia, var en amerikansk evangelikal religiös ledare och innan dess inrikespolitisk rådgivare åt Richard Nixon inblandad i Watergateaffären.
Colson satt i fängelse i sju månader för sin inblandning i Watergateaffären, och inledde sedan en evangeliseringskampanj bland fångar och grundade Prison Fellowship Ministry. Han blev en inflytelserik kristen ledare som förespråkade dialog mellan den evangelikala rörelsen och katolicismen. Hans självbiografi, Born Again filmades 1978 med Dean Jones i rollen som Colson. 1993 tilldelades han Templetonpriset.